# Jardin du Thouin
Le jardin du Thouin est un jardin public de Périgueux, en France.

## Description
Le jardin du Thouin se situe en Périgord blanc, au centre du département de la Dordogne, dans le secteur sauvegardé du centre-ville de Périgueux, immédiatement au sud du cloître de la cathédrale Saint-Front. C'est un espace de dimensions modestes, en surplomb de la place Mauvard.

## Histoire
À l'origine, l'endroit correspond à l'emplacement du donjon, de la prison et d'un réfectoire de l'abbaye Saint-Front, vendue aux visitandines le 22 juin 1837, qui quittent finalement le lieu le 11 novembre 1839. Le jardin sert ensuite de chantier pour les ouvriers entre 1852 et 1900, lors de la rénovation de la cathédrale. En 1921, le site prend le nom de place Chevalier-de-la-Barre. Après avoir été utilisée comme parc de stationnement jusqu'en octobre 1979, la place est transformée en jardin public dans le courant de l'année 1980, prenant le nom de jardin du Thouin.

### Les canons
À proximité de l'ancien hôtel de ville, sous la place du Coderc, dans les caves de l'ancien Consulat, deux canons pesant plus de deux tonnes chacun sont découverts en 1979 par hasard, pendant des travaux de rénovation . Propriété de la Ville de Périgueux, le jardin du Thouin accueille rapidement ces deux canons en bronze dont une couleuvrine ainsi que six boulets en fer, des objets mobiliers du XVIe siècle classés au titre des monuments historiques depuis le 29 février 1980.
Le premier canon, dit de Pompadour (3,20 m de long et 17 cm de diamètre), comporte une culasse à gros bouton. Sur l'arme est représenté un écu en bas-relief, où sont reconnaissables les trois tours, symboles de la maison de Pompadour. Sa fabrication remonte à l'an 1550.
Le second, dit de Périgueux – la couleuvrine – (3,86 m de long et 15 cm de diamètre), a une culasse à bouton percé et un trou d'allumage percé dans un carré guilloché. Sur cette arme-ci est représenté un écu, une croix entre deux fleurs de lys et des flammes en bas-relief, où sont reconnaissables la porte de la ville sous un pavillon entre deux tours ainsi qu'une fleur de lys en chef, symbole de Périgueux. La mention « PERIGUEUX » est inscrite sur le fût. Sa fabrication remonte à l'an 1588.

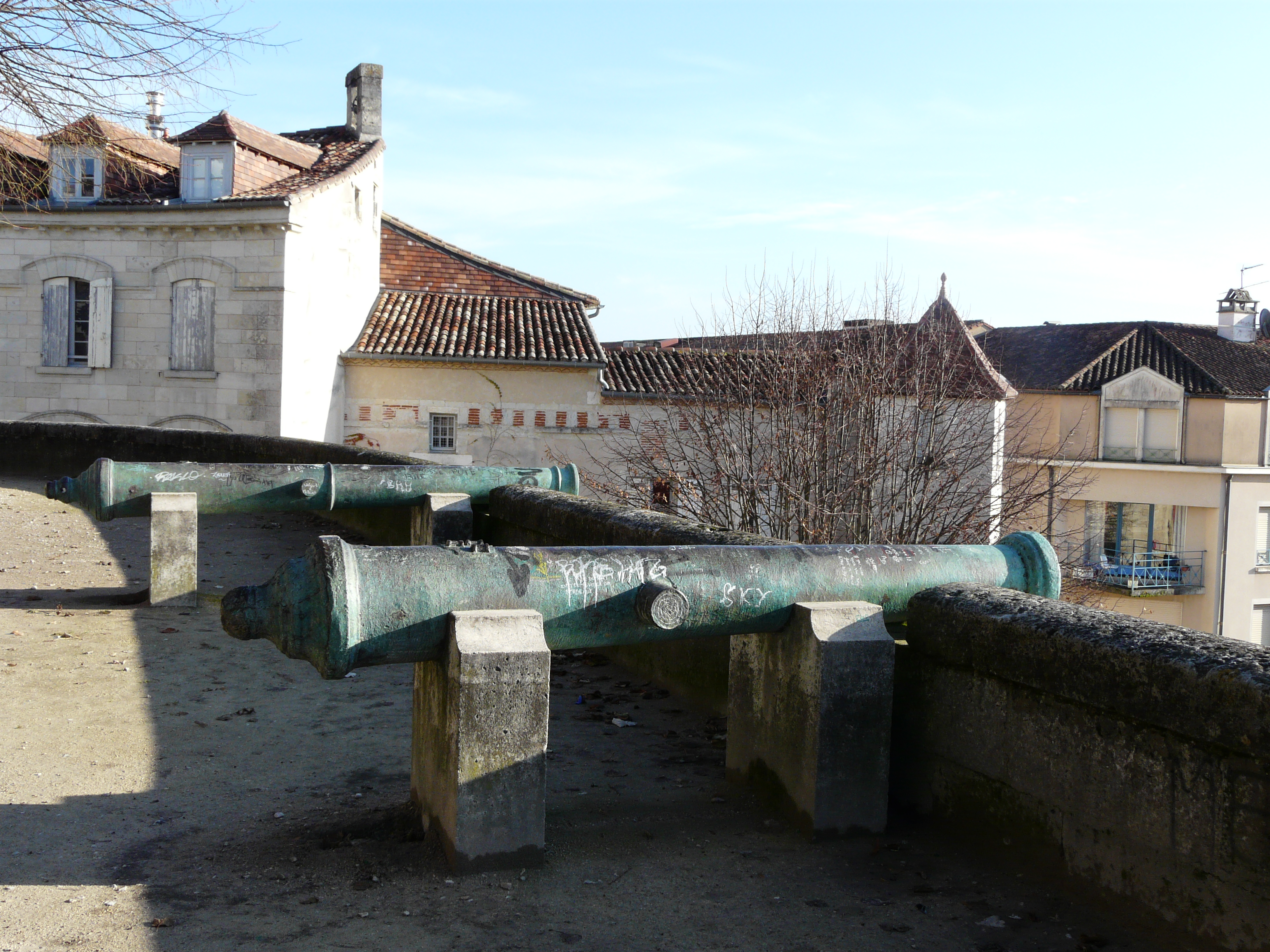
Le canon et la coulevrine.
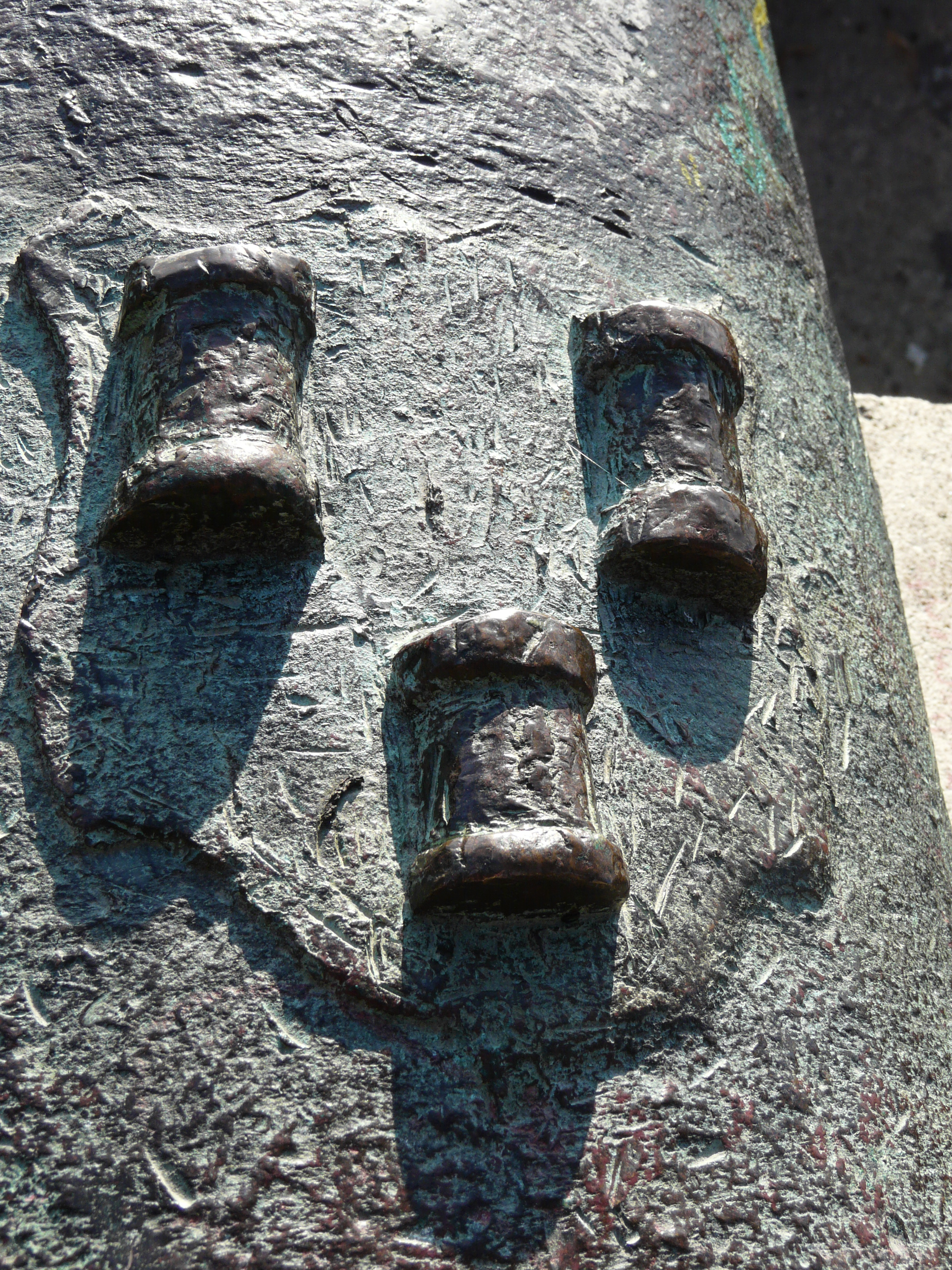
Détail du canon.
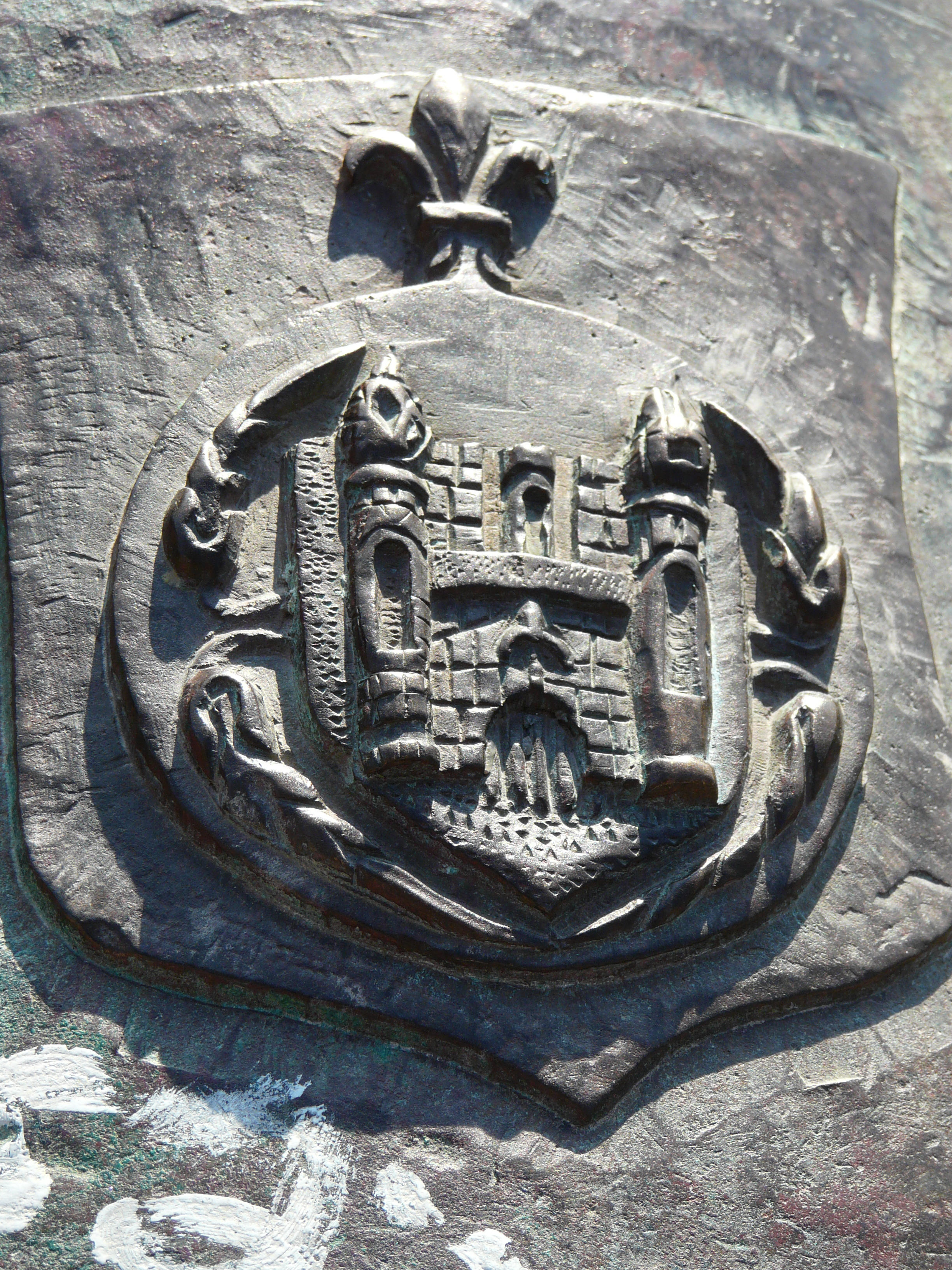
Détail de la couleuvrine.

### La fontaine
En 1987, une fontaine murale du XVIIe siècle est accolée au mur sud du cloître. D'après Les Fontaines de France, « l'architecture de cette fontaine s'apparente à un buffet d'eau avec son bassin demi-lune, surmonté latéralement de volutes et son fronton circulaire orné de rayons solaires. Une tête de lion en fonte assure l'arrivée de l'eau ».

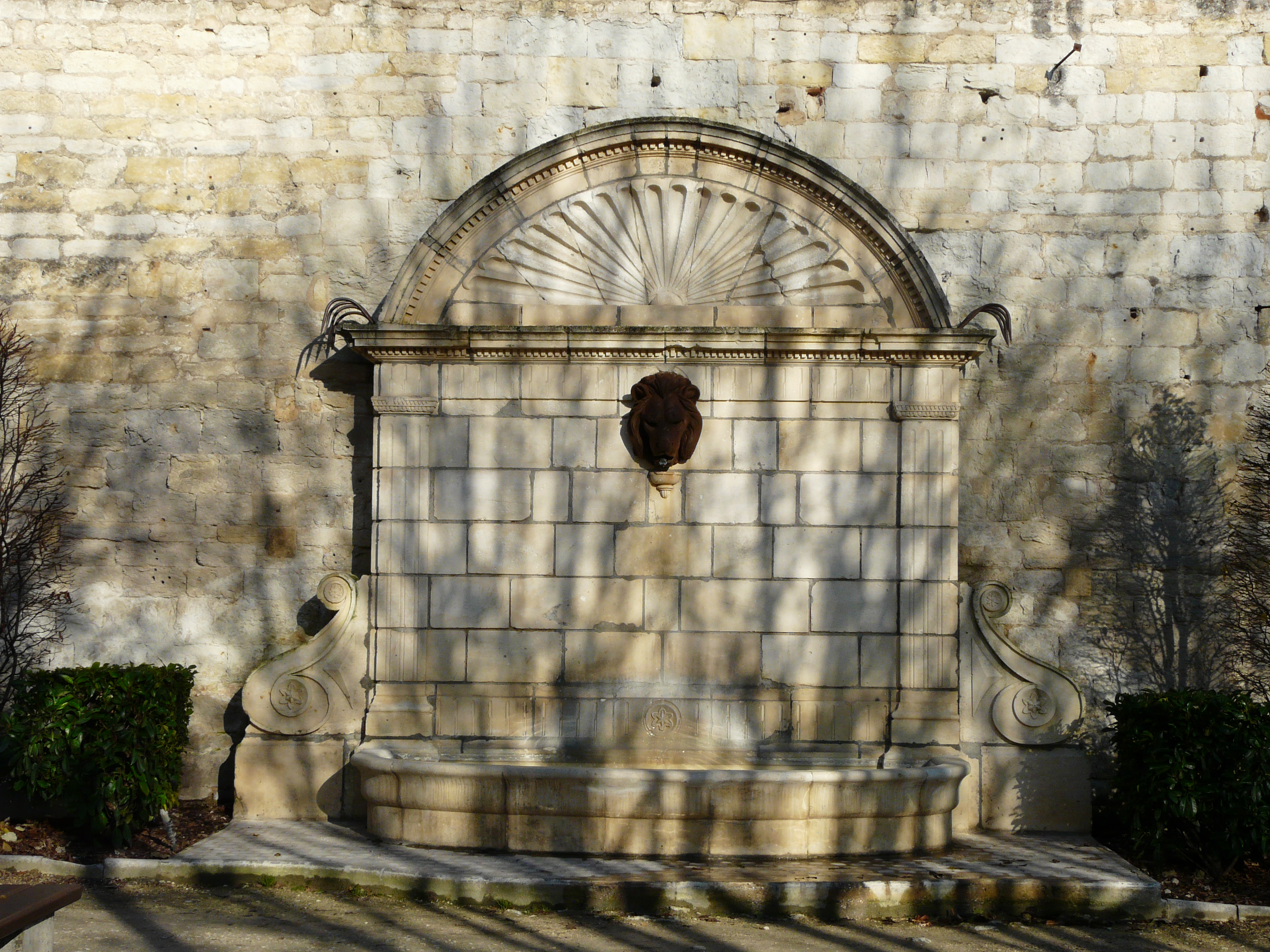
La fontaine.
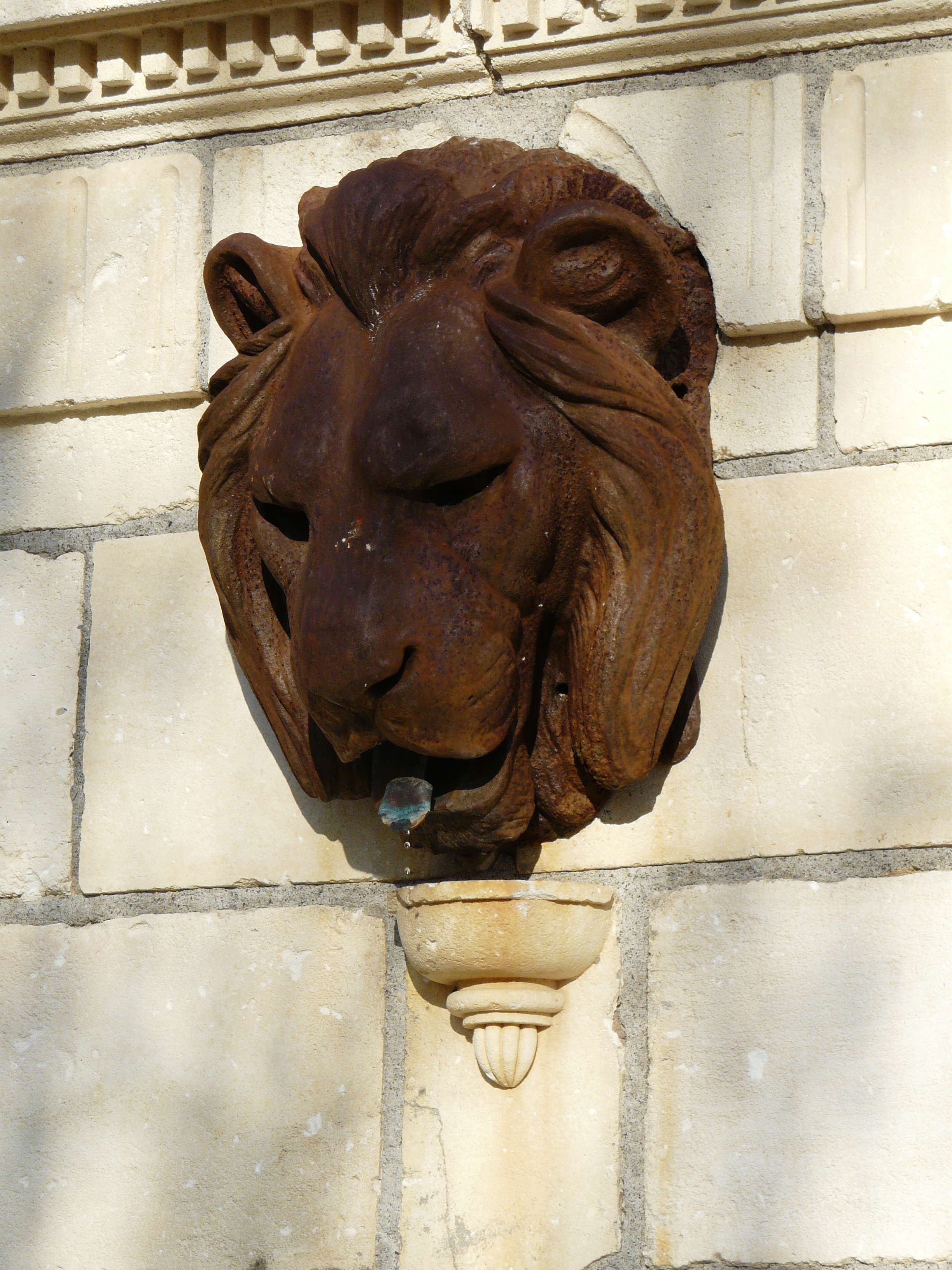
Détail de la fontaine.